# Aboncourt-Gesincourt
Aboncourt-Gesincourt är en kommun i departementet Haute-Saône i regionen Bourgogne-Franche-Comté i östra Frankrike. Kommunen ligger i kantonen Combeaufontaine som tillhör arrondissementet Vesoul. År 2022 hade Aboncourt-Gesincourt 216 invånare.

## Befolkningsutveckling
Antalet invånare i kommunen Aboncourt-Gesincourt
| Referens: INSEE |